# Elof Risebye
Elof Christian Risebye (født 3. april 1892 på Frederiksberg, død 11. juni 1961 i København) var en dansk kunstmaler.

## Opvækst og uddannelse
Risebye levede 1905-1913 i USA, og han var 1910-1912 elev ved Art Institute i Chicago. Tilbage i Danmark blev han i oktober 1914 optaget på kunstakademiet under Viggo Johansen og Julius Paulsen, og han gik 1919-1921 på dekorationsskolen med Joakim Skovgaard som lærer.

## Kunstnerisk virke
Elof Rørbyes kunstneriske virke kan groft sagt deles i to afsnit: Dekoration af bygninger og almindelige malerier.
Risebye lavede freskedekorationer på egen hånd til Sindal Bykirke (1921), kalkmalerierne i Vejlby Kirke ved Randers (1923) og i Sankt Markus Kirke på Frederiksberg (1924) samt fresken i apsis på Gedser Kirke (1925). Han fik et nært forhold til billedhuggeren Paul Kiærskou, og de to ledede sammen 1923-1925 en kunstskole. I 1924 blev han lærer ved kunstakademiets dekorationsskole, 1945 docent, inden han i 1949 endte som professor. Han hjalp 1925-1927 Skovgaard med at fremstille dennes fresker i Lund Domkirke og 1930-1931 med at dekorere bryllupssalen på Københavns Rådhus samt reparere freskerne i Viborg Domkirke fra 1942. Risebye deltog også i andre store dekorationsarbejder som Ejnar Nielsens mosaikker i portrummet ved Det Kongelige Teaters nye scene 1933-1939, og han lavede i 1943 forarbejdet til restaureringen af Jørgen Sonnes frise på Thorvaldsens Museum. Risebye ledede i 1951 arbejdet med at få lavet aftryk af frisen, men opgaven med at genskabe frisen gik til Axel Salto.
I den del af hans arbejde, der drejede sig om malerier, havde Risebye ofte fokus på religiøse eller mystiske emner. I 1933 døde vennen Paul Kiærskou, og det chok, han fik ved det, søgte han at komme over i en serie på syv malerier med fællestitlen Billeder malet ved en Vens Død, der er holdt i mørke blågrønne farver. I de følgende år arbejdede han videre med sådanne emner i malerier som Ved en Kiste (1934), Den sjælesyge og Sorg (begge 1935). Han malede flere versioner af disse i samme form som billederne efter Kiærskous død. Af den grund kaldtes han også "Sorgens maler". Efter rejser i Italien malede Risebye religiøse motiver som Svededugen og billeder med mennesker som Hyrder i Abruzzerne (1939). Han har malet enkelte landskaber, men det er skildringer af mennesker, der er præget af ensomhed og sorg, som udgør størstedelen af hans malerier. Hans egen forståelse af sin kunst har han udtrykt på følgende måde: "Jeg har aldrig kunnet male det mine Øjne saa – men kun det jeg følte i mit Indre – man kan kalde det for "Sjælemaleri", om man vil – men mine Billeder er oplevet gennem det der mødte mig i Livet – de har alle været Sandhed for mig!".
Risebye rejste ganske meget. Hans første tur gik i 1922 til Wien, Budapest, Tyrkiet, Egypten, Grækenland og Italien. Italien skulle blive hans foretrukne rejsemål, idet han i perioden 1931-1949 var der ikke færre end otte gange. Han besøgte også andre europæiske lande. Elof Risebye udstillede 1916-1921 på Kunstnernes Efterårsudstilling og fra 1917 med mellemrum på Charlottenborg. I 1930 holdt han og Kiærskou en udstilling i Den frie, hvor der 30 år senere blev holdt en retrospektiv udstilling over hans værker. Omkring 1950 og frem lavede han nogle grafiske blade. Han var medlem af censurkomiteen for Kunstnernes efterårsudstilling i flere omgange, fra 1941 af bestyrelsen for Den frie og fra 1950 af akademirådet.
Risebye blev udnævnt til Ridder af Dannebrog i 1951 og Ridder af 1. grad af Dannebrog i 1957.

## Familie
Elof Risebye var søn af glarmester og købmand Eduard Christian Jensen (1862–1928) og Pauline Andersen (Lerche) (1878–1948). Han tog avneforandring 10. april 1922. Han forblev ugift hele sit liv.